# Diego Albanese
Diego Luis Albanese (Mar del Plata, 17 settembre 1973) è un ex rugbista a 15 e allenatore di rugby a 15 argentino, in carriera attivo nel ruolo di tre quarti ala.

## Biografia
Diego Albanese crebbe nel San Isidro Club, con la cui prima squadra esordì giovanissimo nel campionato provinciale dell'Unión de Rugby de Buenos Aires; furono tre in totale le edizioni di tale torneo vinte con la maglia del club biancoceleste.
Nel 1996 giunse l'esordio in nazionale argentina nel corso del Panamericano, e poco più tardi giunse anche la vittoria nel Sudamericano 1995, la cui ultima partita, contro l'Uruguay, si disputò a metà 1996.
Prese parte alla Coppa del Mondo di rugby 1999 in Galles in cui si segnalò per l'impresa che valse all'Argentina il passaggio ai quarti di finale, fino a quel momento il miglior risultato internazionale dei Pumas: nell'incontro di spareggio disputato a Lens (Francia, che ospitò alcuni match) contro l'Irlanda, fino a quel momento deciso solo da 7 calci piazzati per parte (Quesada e (Humphreys) e un drop irlandese (ancora Humphreys), Albanese realizzò l'unica meta dell'incontro che, trasformata da Quesada, fissò il risultato 28-24 a favore dei sudamericani.
In quello stesso anno divenne professionista e si trasferì in Francia al Grenoble, cui fece poi seguito un periodo di quattro stagioni in Inghilterra, dapprima nel Gloucester, poi nel Leeds Tykes; fu, di nuovo, nella spedizione argentina alla Coppa del Mondo di rugby 2003 in Australia, torneo nel quale disputò il suo ultimo incontro internazionale, singolarmente contro quell'Irlanda che quattro anni prima aveva contribuito a eliminare con una meta.
Terminato il contratto professionistico con il Leeds nel 2005, anno in cui vinse il suo unico trofeo d'Oltreoceano, la coppa Anglo-Gallese, Albanese tornò in Argentina per disputare nel 2006 la sua ultima stagione, di nuovo con il San Isidro Club.
Dal 2007 collabora con la testata sportiva ESPN in lingua spagnola e dal 2008 al 2010 diresse la nazionale argentina Under-20.

## Palmarès
- Campionati sudamericani: 2
Argentina: 1995, 1997
- Campionati URBA: 3
San Isidro Club: 1993, 1994, 1997
- Nacional de Clubes: 3
San Isidro Club: 1993, 1994, 2006
- Coppe Anglo-Gallesi: 1
Leeds: 2004-05